# Колорно
Колорно (итал. Colorno) —  коммуна в Италии, располагается в регионе Эмилия-Романья, подчиняется административному центру Парма.
Коммуна известна своим знаменитым дворцом герцога Фарнезе.
Население составляет 8593 человека (на 2004 г.), плотность населения составляет 165 чел./км². Занимает площадь 48 км². Почтовый индекс — 43052. Телефонный код — 0521.
Покровителем коммуны почитается святая Маргарита. Праздник ежегодно празднуется 20 июля.